# Futsal-Weltpokal
Der Futsal-Weltpokal ist ein seit 2004 von der FIFA anerkanntes, privat organisiertes Futsalturnier für Klubmannschaften, an dem derzeit Vertreter aus fünf Kontinenten, mit Ausnahme Ozeaniens, teilnehmen. Turniere zwischen den besten Teams aus Südamerika und Europa fanden schon zwischen 1996 und 2001 statt, wurden aber nicht offiziell anerkannt.
Teilnahmeberechtigt sind derzeit:
- Gewinner des UEFA Futsal Champions Leagues
- Gewinner der Copa Libertadores (Futsal)
- Ein Vertreter der CONCACAF
- Ein Vertreter der CAF
- Ein Vertreter der AFC
- Titelverteidiger

## Die Turniere im Überblick
| Jahr                                         | Austragungsort    | Finale               | Finale         | Finale                | Spiel um Platz 3      | Spiel um Platz 3  | Spiel um Platz 3        |
| Jahr                                         | Austragungsort    | Sieger               | Ergebnis       | Finalist              | 3. Platz              | Ergebnis          | 4. Platz                |
| -------------------------------------------- | ----------------- | -------------------- | -------------- | --------------------- | --------------------- | ----------------- | ----------------------- |
| 2004                                         | Barcelona         | Carlos Barbosa       | 6:3            | Playas de Castellón   | Action 21 Charleroi   | 8:4               | PSTC Londrina           |
| 2005                                         | Puertollano       | Boomerang Interviú   | 5:2            | Malwee/Jaraguá        | Carlos Barbosa        | 4:0               | Benfica Lissabon        |
| 2006                                         | Brusque           | Boomerang Interviú   | 1:0            | Malwee/Jaraguá        | Carlos Barbosa        | 4:3               | UA de Asunción          |
| 2007                                         | Portimão          | Boomerang Interviú   | 3:1            | Malwee/Jaraguá        | Sporting Lissabon     | 4:2               | Benfica Lissabon        |
| 2008                                         | Granada           | Interviú Fadesa      | 6:1            | Malwee/Jaraguá        | Carlos Barbosa        | 5:0               | Action 21 Charleroi     |
| 2009 nicht ausgetragen                       |                   |                      |                |                       |                       |                   |                         |
| 2010 nicht ausgetragen                       |                   |                      |                |                       |                       |                   |                         |
| 2011                                         | Alcalá de Henares | Interviú Movistar FS | Ligasystem     | Carlos Barbosa        | Benfica Lissabon      | Ligasystem        | GH Bank RBAC FC         |
| 2012                                         | Carlos Barbosa    | Carlos Barbosa       | Ligasystem     | Interviú Movistar FS  | Boca Juniors          | Ligasystem        | Montesilvano Calcio a 5 |
| 2013                                         | Greensboro        | MFK Dynamo Moskau    | 5:1            | Carlos Barbosa        | ADC Intelli           | 4:2               | ElPozo Murcia FS        |
| 2014                                         | Almaty            | MFK Kairat Almaty    | 3:2            | MFK Dynamo Moskau     | ADC Intelli           | 9:1               | Chonburi Blue Wave      |
| 2015                                         | Erechim           | Atlântico Erechim    | 4:3 n. V.      | MFK Kairat Almaty     | Al-Dhafra             | 6:2               | Misr Lelmakkasa         |
| 2016                                         | Doha              | Magnus Futsal        | 4:3 n. V.      | Carlos Barbosa        | FC Barcelona          | 6:1               | al-Rayyan SC            |
| 2017 nicht ausgetragen                       |                   |                      |                |                       |                       |                   |                         |
| 2018                                         | Bangkok           | Magnus Futsal        | 2:0            | Carlos Barbosa        | FC Barcelona          | 12:2              | Chonburi Blue Wave      |
| 2019                                         | Bangkok           | Magnus Futsal        | 2:2, 3:1 n. E. | Boca Juniors          | Corinthians São Paulo | 4:2               | FC Barcelona            |
| 2020 abgesagt aufgrund der COVID-19-Pandemie |                   |                      |                |                       |                       |                   |                         |
| 2021 nicht ausgetragen                       |                   |                      |                |                       |                       |                   |                         |
| 2022 nicht ausgetragen                       |                   |                      |                |                       |                       |                   |                         |
| 2023                                         | Foz do Iguaçu     | AE Palma Futsal      | 3:3, 4:3 n. E. | Cascavel Futsal Clube | Nicht ausgetragen     | Nicht ausgetragen | Nicht ausgetragen       |
| 2024                                         | Palma             | AE Palma Futsal      | 4:1            | Magnus Futsal         | Nicht ausgetragen     | Nicht ausgetragen | Nicht ausgetragen       |

### Ranglisten
| Rang | Klub                                                 | Titel | Jahr(e)                      |
| ---- | ---------------------------------------------------- | ----- | ---------------------------- |
| 1    | Inter FS (Boomerang Interviú / Fadesa / Movistar FS) | 5     | 2005, 2006, 2007, 2008, 2011 |
| 2    | Magnus Futsal (Sorocaba Futsal)                      | 3     | 2016, 2018, 2019             |
| 3    | Carlos Barbosa                                       | 2     | 2004, 2012                   |
|      | AE Palma Futsal                                      | 2     | 2023, 2024                   |
| 5    | MFK Dynamo Moskau                                    | 1     | 2013                         |
|      | MFK Kairat Almaty                                    | 1     | 2014                         |
|      | Atlântico Erechim                                    | 1     | 2015                         |

| Rang | Land       | Titel |
| ---- | ---------- | ----- |
| 1    | Spanien    | 7     |
| 2    | Brasilien  | 6     |
| 3    | Russland   | 1     |
|      | Kasachstan | 1     |